# Röd tråd
Röd tråd är ett begrepp inom retoriken som syftar på att man i en längre redogörelse ska kunna följa ett sammanhang. Inom berättarkonsten (narratologin) har "den röda tråden" blivit ett uttryck för en sammanhängande berättelse, och om sammanhanget förloras sägs berättaren "tappa tråden". Den röda tråden binder ihop texten. Med hjälp av disposition, bindeord m.m. vägleder den röda tråden läsaren framåt genom texten, från inledning till den sista punkten.
Uttrycket den röda tråden lär ha använts första gången av Johann Wolfgang von Goethe i hans verk Wahlverwandschaften (1809), der rote Faden, och som egentligen anspelade på den rödfärgade tråd som fanns intvinnad i visst tågvirke tillhörande engelska marinen.
Det var endast marinen som hade tillåtelse att tvinna in den röda tråden. Den som ertappades med sådant tågvirke civilt, kunde anses ha stulit det och dömdes till stränga straff.